# Nanostreptus mattogrossensis
Nanostreptus mattogrossensis är en mångfotingart som beskrevs av Filippo Silvestri 1902. Nanostreptus mattogrossensis ingår i släktet Nanostreptus och familjen Spirostreptidae. Inga underarter finns listade i Catalogue of Life.